# Alfa Romeo Giulietta (2010)
Este artigo é sobre o carro familiar de 2010. Para o primeiro Giulietta, veja Alfa Romeo Giulietta. Para o Giulietta da década de 1970, veja Alfa Romeo Giulietta (nuova).

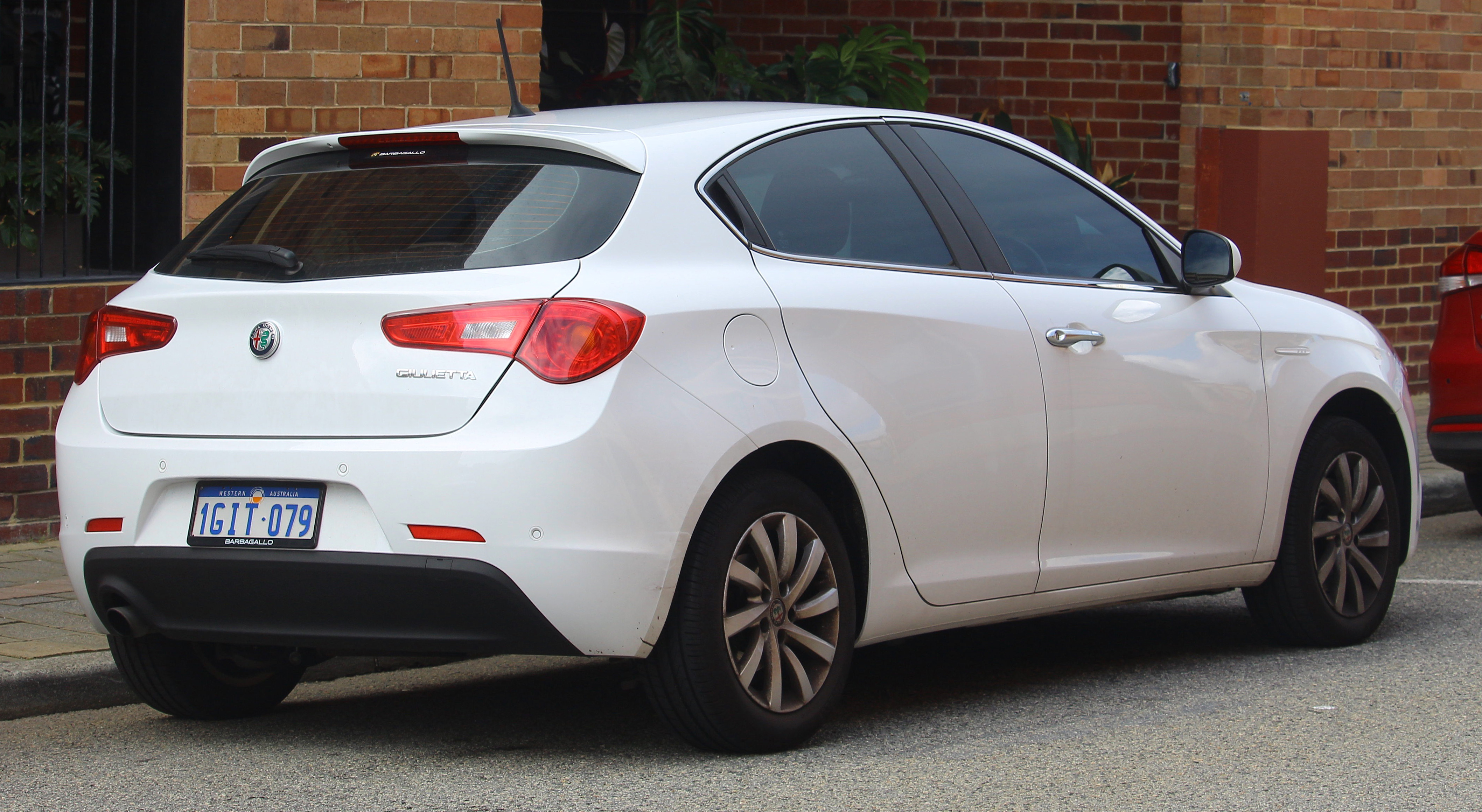
Alfa Romeo Giulietta Quadrifoglio Verde na edição de 2010 do Salão de Genebra.

O Alfa Romeo Giulietta (tipo 940) anteriormente conhecido como Alfa Romeo 149 ou Milano é um pequeno carro familiar e também a substituição para o Alfa Romeo 147. A produção do Giulietta começou no final de 2009 e foi introduzido em Março de 2010 no Salão de Genebra. Num plano de viabilidade enviado ao governo dos EUA em Fevereiro de 2009, a Chrysler (a parceira da companhia-mãe da Alfa Romeo, Fiat) relatou que a substituição do 147 chegaria ao mercado como Milano e que poderia ser construído nos EUA. No entanto, este nome foi recentemente recusado na sequência de decisão da Fiat de mover o Centro Stile Alfa Romeo para Turim a partir de Milão - a gestão quis suavizar o foco neste episódio que realmente fecha a parceria gloriosa entre a Alfa Romeo e a cidade de Milão.
Uma vez que um número considerável de clientes Alfa Romeo são aqueles com idade entre os 27 e os 40, a ausência de um derivado de três portas tende a ser uma escolha razoável. Isto ocorre porque esta faixa etária tende a ser mais orientada para a família, não só procurando uma inclinação desportiva, mas também espaço. Como o Giulietta só está disponível numa versão de 5 portas, o novo Alfa Romeo MiTo irá preencher a vaga de um carro pequeno com 3 portas da Alfa Romeo.
O Giulietta teve a sua apresentação aos comerciantes italianos em 22 e 23 de Maio de 2010. A nova campanha publicitária do Giulietta é feita com a actriz de Hollywood Uma Thurman.

## Segurança e Extras
O Giulietta foi projectado com um alvo de classificação de segurança EuroNCAP de 5 estrelas. O carro tem também muitos dispositivos electrónicos como padrão: VDC (Vehicle Dynamic Control), Controlo Electrónico de Estabilidade (ESC), DST (Dynamic Steering Torque), diferencial electrónico Q2 e o selector DNA da Alfa Romeo que permite ao condutor escolher entre três diferentes configurações de condução; Dynamic, Normal e All-Weather. Esta configuração controla o comportamento do motor, travões, direcção, suspensão e caixa de velocidades.
O Alfa Romeo Giulietta é equipado com um apoio de cabeça reactivo e ganhou uma avaliação de 5 estrelas () e pontuação total de 87/100 nos testes de segurança EuroNCAP. Este resultado torna o Alfa Romeo Giulietta o carro compacto mais seguro de sempre. O resultado do Giulietta (97% nos ocupantes adultos, 85% nos ocupantes crianças, 63% em protecção dos pedestres, e 86% em assistência de segurança) significa que o carro também terá uma avaliação de cinco estrelas em 2012, quando o sistema do EuroNCAP chegar à severidade máxima.

## Plataforma
A plataforma usada é a Fiat Group C modificada como "C-Evo", também chamada de "Compact". Praticamente está uma plataforma toda nova. O Grupo Fiat usou aproximadamente 100 milhões de euros para remodelar a plataforma C, usada anteriormente para o Fiat Stilo, o Fiat Bravo e o Lancia Delta, em C-Evo, que tem uma maior distância entre eixos, saliências mais curtas e um novo tipo avançado de suspensão dianteira com haste de apoio McPherson e uma suspensão traseira com várias ligações.

## Motores
A gama de motores inclui o novo 1.4 T-Jet a gasolina e a família de motores M-Jet diesel, todos com turbo. Os clientes podem escolher uma caixa manual de 6 velocidades, ou uma transmissão de dupla embraiagem a seco. O Alfa Romeo Giulietta usa um novo motor que utiliza um sistema conhecido como Multiair. O sistema controla a quantidade de ar que entra no motor, controlando quando o ar é permitido entrar para dentro do motor e quanto a válvula de admissão se abre. O sistema funciona inserindo um "excêntrico" entre a árvore de cames e a válvula e o sistema de gerenciamento do motor pode controlar a quantidade de óleo que é permitida para o "excêntrico", alterando assim o perfil de abertura efectiva da válvula de admissão. Este sistema também pode alterar a sobreposição das válvulas de admissão e de exaustão, bem como alterar a capacidade de elevação e isso permite que o motor mantenha uma pressão constante no colector de admissão que é utilizado para aumentar a quantidade de torque que o motor produz, mantendo a sua eficiência. O sistema aumenta o torque em 20% e reduz as emissões numa quantidade semelhante. Toda esta tecnologia é aplicada para aumentar o factor de diversão dando uma maior e melhor resposta do acelerador positiva. Todos os motores com a excepção do 1750 TBi têm um sistema Start&Stop e são todos avaliados como Euro5. O modelo topo de gama tem um motor 1.7L com turbo - o 1750 TBi - com 235 cv e uma configuração exclusiva Quadrofoglio Verde.

### Gasolina
| Modelo          | Motor | Cilindrada | Potência         | Torque          | 0/100 km/h (segundos) | Velocidade Máxima |
| --------------- | ----- | ---------- | ---------------- | --------------- | --------------------- | ----------------- |
| 1.4 TB          | I4    | 1368 cc    | 120 cv @5000 rpm | 206 Nm@1750 rpm | 9.4                   | 195 km/h          |
| 1.4 TB MultiAir | I4    | 1368 cc    | 170 cv@5500rpm]  | 250 Nm@2500 rpm | 7.8                   | 218 km/h          |
| 1750 TBi        | I4    | 1742 cc    | 235 cv@5500rpm   | 340 Nm@1900 rpm | 6.8                   | 242 km/h          |

### Diesel
| Modelo        | Motor | Cilindrada | Potência        | Torque           | 0–100 km/h (segundos) | Velocidade Máxima |
| ------------- | ----- | ---------- | --------------- | ---------------- | --------------------- | ----------------- |
| 1.6L MultiJet | I4    | 1598 cc    | 105 cv@4000 rpm | 320 Nm@1750 rpm  | 11.3                  | 183 km/h          |
| 2.0L MultiJet | I4    | 1956 cc    | 170 cv@4000 rpm | 350 Nm@ 1750 rpm | 8.0                   | 218 km/h          |

### Consumo de Combustível e Emissões de CO2
| Modelo          | Cidade l/100 km | Auto-Estrada l/100 km | Combinado l/100 km | Emissões de CO2 g/km |
| --------------- | --------------- | --------------------- | ------------------ | -------------------- |
| 1.4 TB          | 8.6 L/100 km    | 5.4 L/100 km          | 6.6 L/100 km       | 152 g/km             |
| 1.4 TB MultiAir | 7.9 L/100 km    | 4.7 L/100 km          | 5.9 L/100 km       | 137 g/km             |
| 1750 TBi        | 10.8 L/100 km   | 5.8 L/100 km          | 7.6 L/100 km       | 177 g/km             |
| 1.6L MultiJet   | 5.5 L/100 km    | 3.7 L/100 km          | 4.4 L/100 km       | 114 g/km             |
| 2.0L MultiJet   | 6.0 L/100 km    | 4.2 L/100 km          | 4.9 L/100 km       | 124 g/km             |

Fonte: 